# パイオーン

パイオーンによるパイオニアの創建。

パイオーン（古希: Παίων, Paiōn）は、ギリシア神話の人物である。長母音を省略してパイオンとも表記される。主に、
- エンデュミオーンの子
- ヘレーの子
- アンティロコスの子

の3人が知られている。以下に説明する。

## エンデュミオーンの子
エーリスの王エンデュミオーンの子で、エペイオス、アイトーロス、エウリュキュダーと兄弟である。エンデュミオーンは兄弟に徒競走をさせ、勝利したエペイオスに王位を継がせたが、負けたパイオーンはギリシアの北方の地に去った。そこでその地をパイオニアと呼ぶようになったという。

## ヘレーの子
一説にアタマースの娘ヘレーとポセイドーンの子で、エードーノス、アルモープスと兄弟。
エンデュミオンの子と（父母に関する伝承が異なるだけの）同一人物とする説もある。

## アンティロコスの子
ピュロスの王ネストールの子アンティロコスの子である。パイオーンの子供たちはヘーラクレイダイの帰還によって他の同族同様に追放された。彼らはアテーナイに亡命し、アテーナイの部族パイオニダイの祖になった。